# Собор Святого Макартана (Эннискиллен)
Собор Святого Макартана (англ. St Macartan’s Cathedral) — один из двух англиканских соборов Церкви Ирландии в диоцезе Клохера (второй — собор Святого Макартана в Клохере). Находится в городе Эннискиллен в графстве Фермана, Северная Ирландия.

## История

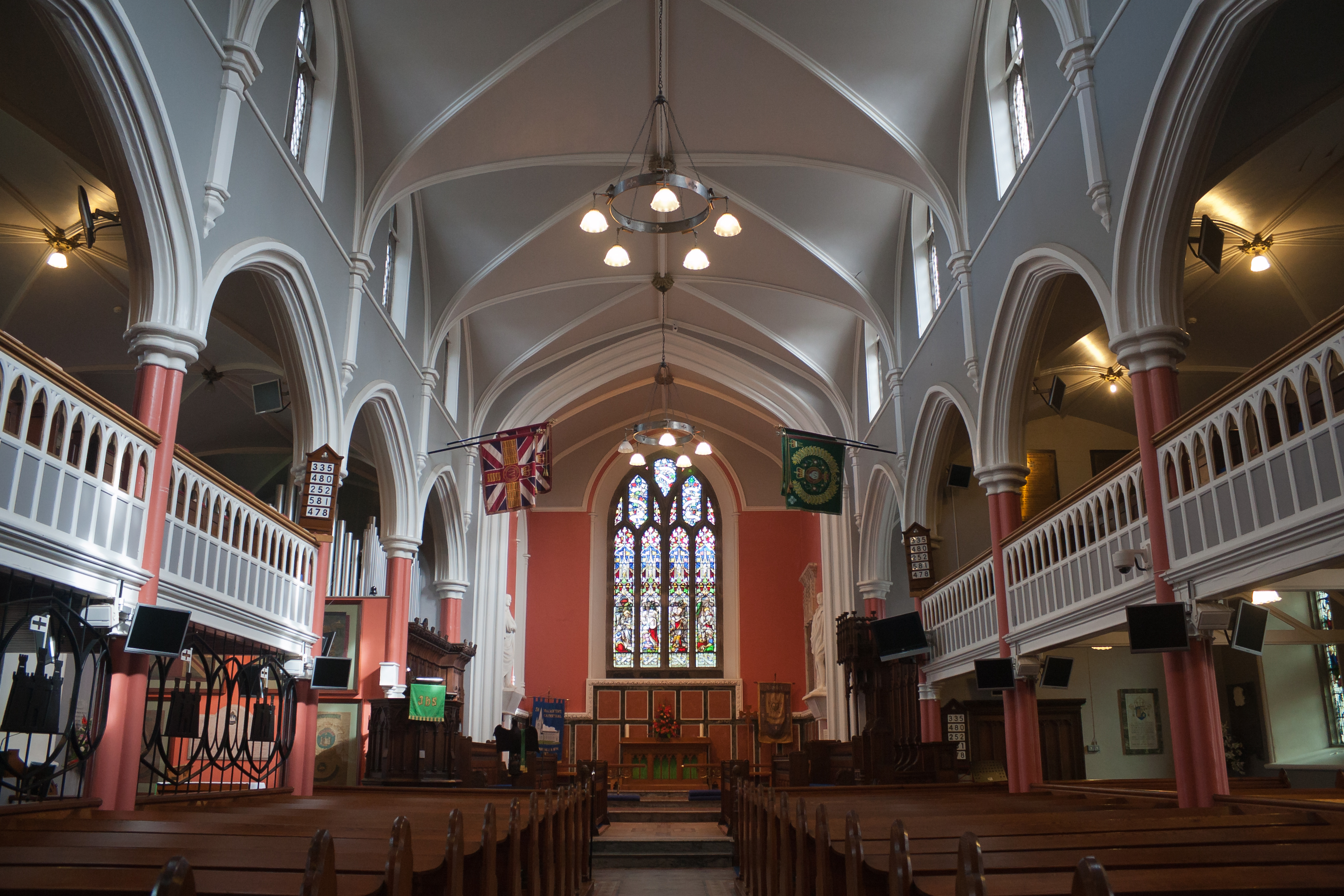
Неф

Первая церковь на этом месте была построена около 1627 года вместе с остальным городом Эннискиллен. К 1832 году это здание обветшало и стало небезопасным для проведения служб. В 1842 году на её месте была возведена новая церковь Святой Анны. Она включила в себя элементы старой церкви и имеет 45-метровую колокольню и шпиль. В колокольне расположены десять колоколов, имеются три органа. Алтарь был расширен в 1889 году. В 1923 году стала вторым кафедральным собором диоцеза Клохера и была освящена в честь святого Мак Каиртинна (Макартана).

## Бриллиантовый юбилей королевы
26 июня 2012 года королева Елизавета II посетила службу в соборе в честь своего Бриллиантового юбилея. Службу провёл Кеннет Холл, декан Клохера, обращение произнёс Алан Харпер, англиканский архиепископ Армы, а наставление прочитал Питер Робинсон, первый министр Северной Ирландии. Интерцессии были прочитаны Кеном Линдси, главой методистской церкви в Ирландии; кардиналом Шоном Брейди, католическим архиепископом Армы; и доктором Роем Паттоном, председателем Генеральной ассамблеи пресвитерианской церкви в Ирландии. После богослужения королева совершила небольшую прогулку до католической церкви Святого Михаила, где встретилась с представителями местных общин. Это был первый раз, когда она посетила католическую церковь в Северной Ирландии.